# Královský hohenzollernský domácí řád
Královský hohenzollernský domácí řád (německy Königlicher Hausorden von Hohenzollern) byl pruský řád. Tento řád vznikl oddělením od dřívějšího rodinného řádu dynastie Hohenzollern, a to knížecího hohenzollernského domácího řádu založeného roku 1841. Oddělení provedl pruský král Friedrich Wilhelm IV. roku 1849 a byl udílen za zásluhy o královskou větev hohenzollernského rodu. Řád se dělil do čtyř tříd. Zanikl pádem císařství v roce 1918.
Řád byl rozdělen na dvě skupiny – kříže a orlice, přičemž orlice byly určeny pro kněze a učitele.

## Vzhled řádu
Odznakem je zlatý tlapatý kříž s obloučkově prohnutými rameny v bílém smaltu s černým okrajem. Mezi rameny kříže je umístěn zelený věnec. Kříž je převýšen královskou korunou. Ve středovém medailonu se nachází černá pruská orlice s hohenzollernským znakem na hrudi na bílém pozadí. Okolo středu se vine německé heslo Vom Fels zum Meer (Od skály k moři), provedené ve zlatě a na modrém podkladě. Na zadní straně odznaku je pak zdobná iniciála F W R (Friedrich Wilhelm Rex / Fridrich Vilém král) a v opisu datum reorganizace řádu 18.1. 1851. Za válečné zásluhy byly mezi ramena kříže vetknuty dva zkřížené meče.
Odznakem skupiny orlic je zlatá černé smaltovaná orlice s rozepjatými křídly, která má na hrudi hohenzollernský znak a okolo hlavy bílou stuhu s heslem řádu.
Hvězda velkokomtura je stříbrná a osmicípá s řádovým křížem uprostřed zatímco hvězda komtura je stejná, ale jen šesticípá.
Barvy stuhy jsou bílá se třemi černými pruhy.

## Dělení a způsoby nošení
Řád se uděloval celkem ve čtyřech třídách a odděloval se do dvou skupin: orlic a křížů.
- Velkokomtur - odznak u krku, hvězda a řetěz
- Komtur - odznak u krku a hvězda
- Rytíř - odznak na prsou, odznakem je stříbrný kříž
- Nositel - odznak na prsou, odznakem je nesmaltovaný stříbrný kříž s černým okrajem.[1]

## Galerie

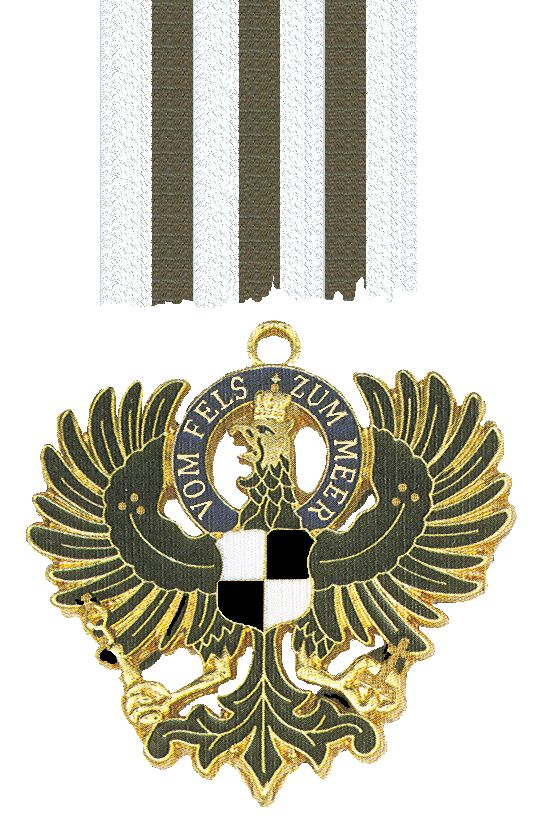
Orlice
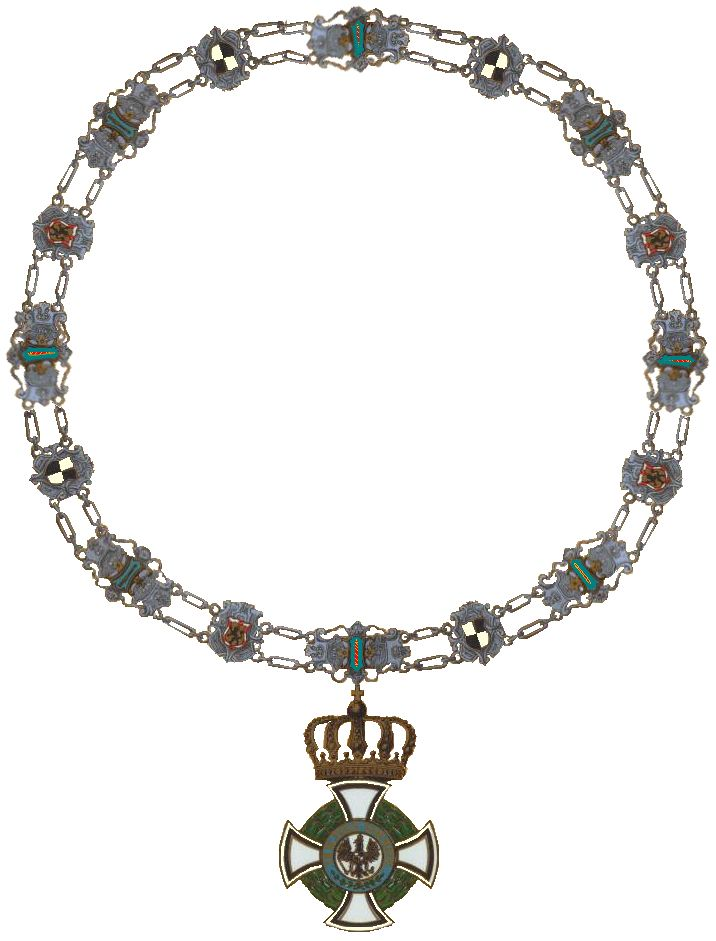
Řetěz řádu
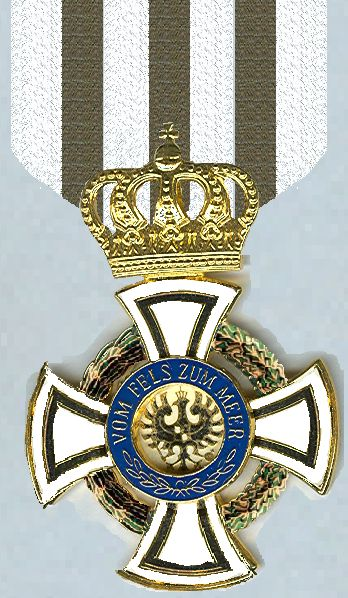
Rytířský kříž